# Rachid y Fethi
Rachid y Fethi, son un duo de cantantes y productores argelinos, constituidos por Rachid Baba Ahmed y su hermano Fethi, nativos de Tlemcen, que están entre los precursores de la música moderna en Argelia y entre los artistas más populares de los años 1970 y 1980.

## Historia
Rachid, con su verdadero apelativo Rachid Baba Ahmed, nació en Tlemcen el 20 de agosto de 1946 (78 años), en el seno de una familia acomodada. Y, Fethi es su hermano; y, los dos siempre han trabajado juntos. En la familia, el arte es una tradición. El padre era músico en la orquesta de Larbi Bensari. Él interpretaba allí, el rebab. En 1963 Rachid comienza probando la flauta antes de inscribirse para tomar clases en la orquesta Gharnati durante cuatro años. Enamorado de su independencia, compró una guitarra y con Fethi tocaba melodías de twist con letras en árabe. Fue en este momento que fundaron la banda Les Vautours. Así, lanzó un disco producido en Francia Talaiï y'a güemra, en el estilo de Frères Megri. Fue un desastre, y el registro no fue apreciado en absoluto. En 1972, Rachid realizó con Saïm EI-Hadj de la Empresa Pública de Televisión (RTA) de Oran su primer clip.

### Editorial Rachid et Fethi
Con su hermano, Rachid arma la editorial "Rachid et Fethi", la más grande de África y lanza muchos artistas de todos los horizontes cuyos chebs: Anouar, su sobrino, Khaled, Houari Benchenet, Sahraoui, Fadéla, Noujoum Saf e incluso cantantes cabileños, incluido el grupo Ifgourene.
También a gusto en la ejecución de canciones argelina, música de India, productor de clips, programas de televisión de variedades, incluyendo Top Rai o Wach Raikoum, autor de muchas letras. Rachid, de barba a lo Fidel, con gorra, moviéndose en jeep; y, la excentricidad de sus atuendos deleitaba a sus fanáticos.
Rachid muere asesinado a tiros en Orán, el 15 de febrero de 1995; y tal fecha marcó el final del dúo. Su hermano no se recuperaría de su desaparición.